# Mikroewolucja
Mikroewolucja – procesy polegające na różnicowaniu genetycznym wewnątrz populacji powodowane przez mutacje, przepływ genów, dryf genetyczny i selekcję naturalną warunkowaną lokalnymi czynnikami środowiska. W wyniku różnicowania genetycznego na poziomie populacji dojść może do wyodrębnienia z czasem linii rozwojowej obejmującej organizmy klasyfikowane do odrębnych taksonów (odmian lub nawet gatunków). Sam proces specjacji traktowany jest jako pośredni między mikro- a makroewolucją. Proces mikroewolucji zachodzić może w stosunkowo krótkim czasie (kilkudziesięciu pokoleń) i sprowadza się do zmiany częstości cech fenotypowych i części alleli w populacji. Do zmian mikroewolucyjnych można zaliczyć np. melanizm przemysłowy. Jest to zwiększenie występowania ciemnych mutantów, przede wszystkim owadów, na terenach uprzemysłowionych. Na terenach tych dobór naturalny (kierunkowy) faworyzuje odmiany ciemne, które są mniej widoczne dla drapieżników.
Autorem terminu „mikroewolucja” jest Theodosius Dobzhansky.